# Томпсон, Ричард Лестер
Ричард (Дик) Лестер Томпсон (англ. Richard «Dick» Lester Thompson ; 26 августа 1914 — 12 июня 1998) — американский художник-мультипликатор, который за свою плодотворную карьеру работал в нескольких мультипликационных студиях.

## Карьера
Ричард Лестер Томпсон начал карьеру 1941 году, самое большое сотрудничество Ричарда Томпсона было с Чаком Джонсом в студии Warner Bros. Cartoons и MGM Animation/Visual Arts. Он больше всего работал художником-мультипликатором в подразделении режиссёра Чака Джонса над мультипликацией «Хитрый койот и Дорожный бегун». Он также работал над мультфильмом «Том и Джерри» с 1963 по 1967 годы. В титрах указывался как Дик Томпсон, и работал над другими мультфильмами такие как, Точка и Линия (1965), Как Гринч украл Рождество (1966). После закрытия студии 1970 году переехал в Студии Hanna-Barbera и DePatie-Freleng Enterprises, и работал до 1995 года.

## Личная жизнь
Жена Аурил Томпсон, работала художником по тушью и краске. Поженились 1939 году, развелись 1969 году. У них был один ребёнок.